# Франк Ниликина
Франк Брајан Ниликина (енгл. Frank Bryan Ntilikina, Иксел, 28. јул 1998) француски је кошаркаш. Игра на позицијама плејмејкера и бека, а тренутно наступа за Партизан.

## Каријера
Ниликина је рођен у белгијском граду Икселу од родитеља који су из Руанде. Са породицом се преселио у француски Стразбур када је имао три године.  Професионалну кошаркашку каријеру почео је 2015. године у француском прволигашу Стразбуру. На НБА драфту 2017. одабран је као 8. пик од стране Њујорк никса. Званично је потписао уговор са Никсима 5. јула 2017. године. Провео је наредне четири сезоне у Никсима. Након тога је прешао у Далас мавериксе у којима је провео две сезоне. У августу 2023. потписао је за Шарлот хорнетсе. Није завршио сезону у Шарлоту пошто је 8. фебруара 2024. отпуштен. У августу 2024. потписао је за београдски Партизан.
Наступао је за све млађе категорије француске репрезентације, а био је најкориснији играч Европског првенства до 18 година, 2016. године. За сениорску репрезентацију Француске дебитовао је на Светском првенству 2019. у Кини када је освојена бронзана медаља. Са националним тимом има и две сребрне медаље са Олимпијских игара 2020. и 2024 године.

## Успеси

### Клупски
- Стразбур ИГ:
  - Суперкуп Француске (1): 2015.

- Партизан:
  - Јадранска лига (1): 2024/25.
  - Првенство Србије (1): 2024/25.

### Репрезентативни
- Европско првенство до 16 година: 
  -  2014.
- Европско првенство до 18 година: 
  -  2016.
- Светско првенство:
  -  2019.
- Олимпијске игре: 
  -  2020, 2024.

### Појединачни
- Најкориснији играч Европског првенства до 18 година (1): 2016.